# Aritz Laskurain
Aritz Laskurain Arrizabalaga, conocido como Laskurain (Placencia de las Armas, Guipúzcoa, 3 de octubre de 1979) en es un jugador español de pelota vasca a mano. Juega en la posición de zaguero, para la empresa ASPE.

## Carrera profesional
Debutó como profesional en el año 2002 en el Frontón Astelena de Éibar, cuando contaba con 22 años de edad.
Sus mayores éxitos han sido obtener el Campeonato de Parejas de Segunda en 2004, haciendo de pareja del delantero Ismael Chafée, y sobre todo llegar a las finales de la ediciones del mano parejas de 2008, 2010 y 2012 junto a los delanteros Titín III, González y Xala.

## Palmarés
Como aficionado:
- Campeón de España juvenil parejas 1997.
- Campeón GRAVN individual 1997.
- Subcampeón de España Sub-21 parejas 1998
- Subcampeón manomanista de Euskadi 2000.
- Campeón Interpueblos de parejas 2001.
- Campeón del Torneo Diario Vasco parejas 2001.

Como profesional:
- Campeón Campeonato Parejas de Segunda 2004.
- Subcampeón de mano parejas en 2008, 2010 y 2012.

## Final de Mano Parejas
| Año  | Campeones                   | Subcampeones          | Tanteo | Frontón |
| ---- | --------------------------- | --------------------- | ------ | ------- |
| 2008 | Olaizola II - Mendizabal II | Titín III - Laskurain | 22-17  | Ogueta  |
| 2010 | Xala - Zubieta              | González - Laskurain  | 22-14  | Ogueta  |
| 2012 | Titín III - Merino II       | Xala - Laskurain      | 22-15  | Bizkaia |